# اسنایدر (اکلاهما)
اسنایدر(به انگلیسی: Snyder) شهری در ایالت اکلاهما کشور ایالات متحده آمریکا است که جمعیت آن در سرشماری سال ۲۰۱۰ میلادی، ۱٬۳۹۴ نفر بوده‌است.